# Lars Lönnback
Lars Algot Lönnback, född den 1 maj 1936 i Slussfors, Västerbottens län, död den 16 november 2024 i Stockholm, var en svensk diplomat.

## Biografi
Lönnback var son till hemmansägaren August Lönnback och Signe Söderlund. Han tog fil.kand. vid Uppsala universitet 1960 och hade anställning vid utrikesavdelningen vid försvarsstaben 1960. Lönnback arbetade på Stockholms-Tidningen 1961–1963, vid UD 1963 och var pressattaché i London 1965–1966 samt Washington, D.C. 1969–1973. Han var pressråd i Bryssel 1977–1980, pressombudsman vid Tjänstemännens centralorganisation (TCO) 1980–1983, presschef vid UD (ställning som ambassadör) 1983–1986, ambassadör i Amman 1986–1990 och minister i Köpenhamn från 1990.
Han var redaktör för släkttidningen Gratian och höll krönikespel om Gratianfamiljen i Lappland. Lönnback var under 1990-talet aktiv i projektet Euro-islam och var ordförande i Svensk-jordanska föreningen  samt ordförande i Arabiska kulturinstitutet. Han var också medlem i Sameföreningen.
Lönnback gifte sig 1960 med hushållsläraren Birgitta Ulvmar (född 1936), dotter till befallningsmannen Ernst Ulvmar och Alice Karlsson.